# Lufthansa
Lufthansa (Deutsche Lufthansa AG) – niemiecki narodowy przewoźnik lotniczy, z siedzibą w Kolonii. Główna baza Lufthansy znajduje się we Frankfurcie nad Menem przy międzynarodowym porcie lotniczym pełniącym jednocześnie funkcję głównego węzła komunikacyjnego Lufthansy, zaś drugim jest międzynarodowy port lotniczy w Monachium.
Lufthansa jest współzałożycielem największego międzynarodowego sojuszu linii lotniczych Star Alliance.
Spółka akcyjna notowana jest na giełdzie we Frankfurcie i platformie XETRA.
Agencja ratingowa Skytrax przyznała przewoźnikowi 4 gwiazdki.

## Oznaczenia kodowe
- kod IATA: LH
- kod ICAO: DLH
- znak wywoławczy: Lufthansa

## Historia
Przedsiębiorstwo powstało w 1953 bez związku prawnego i kapitałowego z istniejącymi przed wojną liniami Deutsche Luft Hansa Aktiengesellschaft. Do 1990 samolotom Lufthansy nie wolno było latać do Berlina Zachodniego.
Lufthansa była pierwszym przewoźnikiem, który wprowadził do swojej floty samoloty Boeing 737 i jedynym, który zakupił wersję 737-100 tych samolotów. Od 17 maja 2004 Lufthansa jest także uczestnikiem programu Connextion firmy Boeing, który umożliwia pasażerom korzystanie z Internetu również na pokładzie samolotów tej firmy. Lufthansa była pierwszym przewoźnikiem, który przystąpił do tego programu.

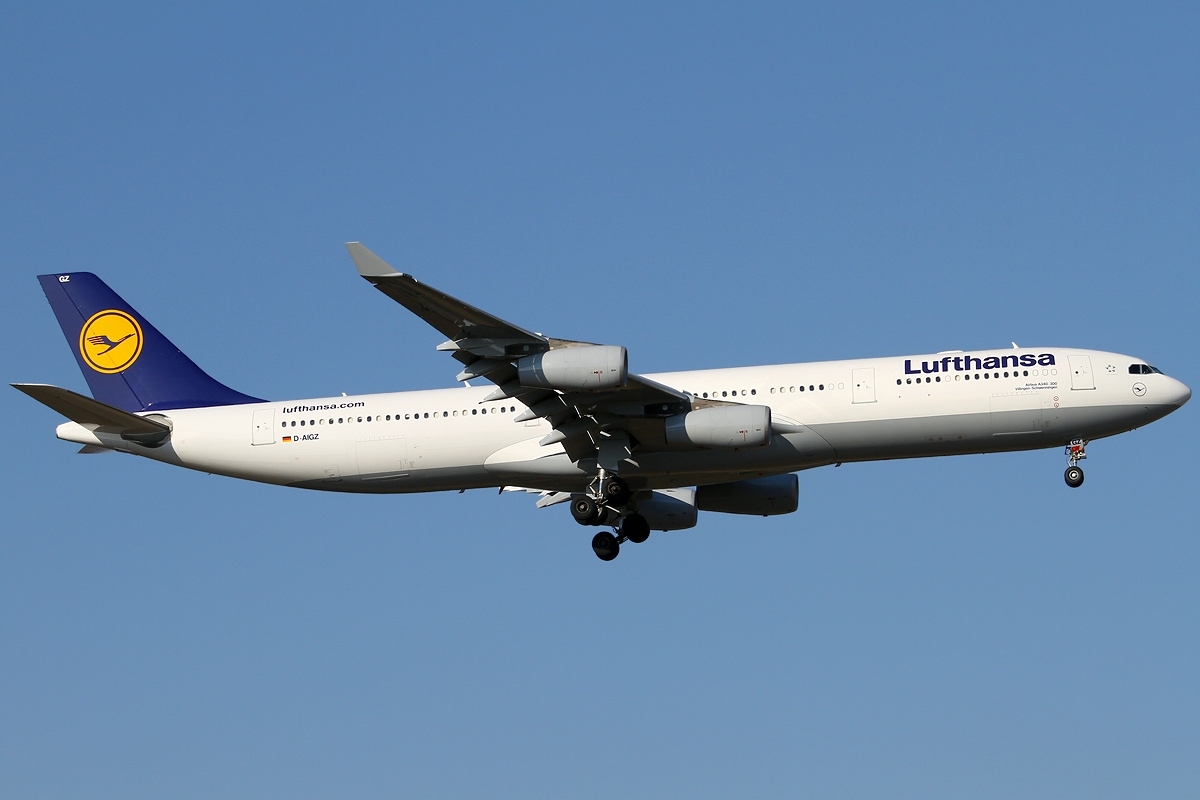
Airbus A340-300 w starym malowaniu Lufthansy

W czerwcu 2003 Lufthansa otworzyła nowy terminal lotniczy w Monachium, aby odciążyć swój główny port we Frankfurcie. Międzynarodowy port lotniczy im. Franza Josefa Straußa jest jednym z pierwszych w Europie terminali będących częściowo własnością linii lotniczych. 22 marca 2005 Lufthansa połączyła się ze szwajcarskim przewoźnikiem Swiss.
W zimie 2007 Lufthansa rozpoczęła montaż systemu rozrywki na życzenie w kabinie klasy ekonomicznej w samolotach długodystansowych.
20 stycznia 2015 linie lotnicze Lufthansa odebrały pierwszego Airbusa A320neo. 12 lutego zaprezentowano pierwszy raz nowe samoloty na oficjalnej prezentacji dla mediów z lotem demonstracyjnym. Uroczystości połączone były z czterdziestą rocznicą współpracy Airbusa i Lufthansy. Plany zakładają użytkowanie 71 zamówionych samolotów A320neo i 45 sztuk A321neo. Zamówienie uwzględnia przekazanie części maszyn dla przewoźnika Swiss.
W 2017 Lufthansa została pierwszą europejską linią lotniczą, której brytyjska firma ratingowa Skytrax przyznała najwyższe, pięciogwiazdkowe odznaczenie dla najlepszych przewoźników lotniczych na świecie. W 2022 ranking Lufthansy został obniżony do czterech gwiazdek.
W maju 2023 Grupa Lufthansy ogłosiła, że zawarła porozumienie z włoskim Ministerstwem Gospodarki i Finansów w sprawie przejęcia 41% udziałów ITA Airways. W styczniu 2024 Komisja Europejska wszczęła dochodzenie mające zweryfikować, czy nie wpłynie to negatywnie na konkurencję na wybranych trasach. W lipcu tego samego roku komisja wyraziła zgodę na przejęcie, co rozpoczęło proces integracji włoskiej linii z Lufthansa Group. Ostatecznie 17 stycznia 2025 transakcja została sfinalizowana.
Od 2024 Lufthansa wprowadza w swoich samolotach Airbus A350 nową konfigurację miejsc i odświeżenie wszystkich klas podróży pod nazwą Lufthansa Allegris. W klasie pierwszej First Class Suite Lufthansa będzie jako pierwszy przewoźnik oferować system rozrywki pokładowej z użyciem okularów VR.
W 2025 grupa Lufthansy planuje wprowadzić darmowy dostęp do Internetu na trasach międzykontynentalnych.
W styczniu 2025 Lufthansa, rząd Łotwy i airBaltic ogłosiły zawarcie porozumienia na przejęcie mniejszościowych udziałów w łotewskiej linii lotniczej, w zamian za zainwestowanie 14 milionów euro. Zamknięcie transakcji zaplanowane jest na drugi kwartał tego samego roku.

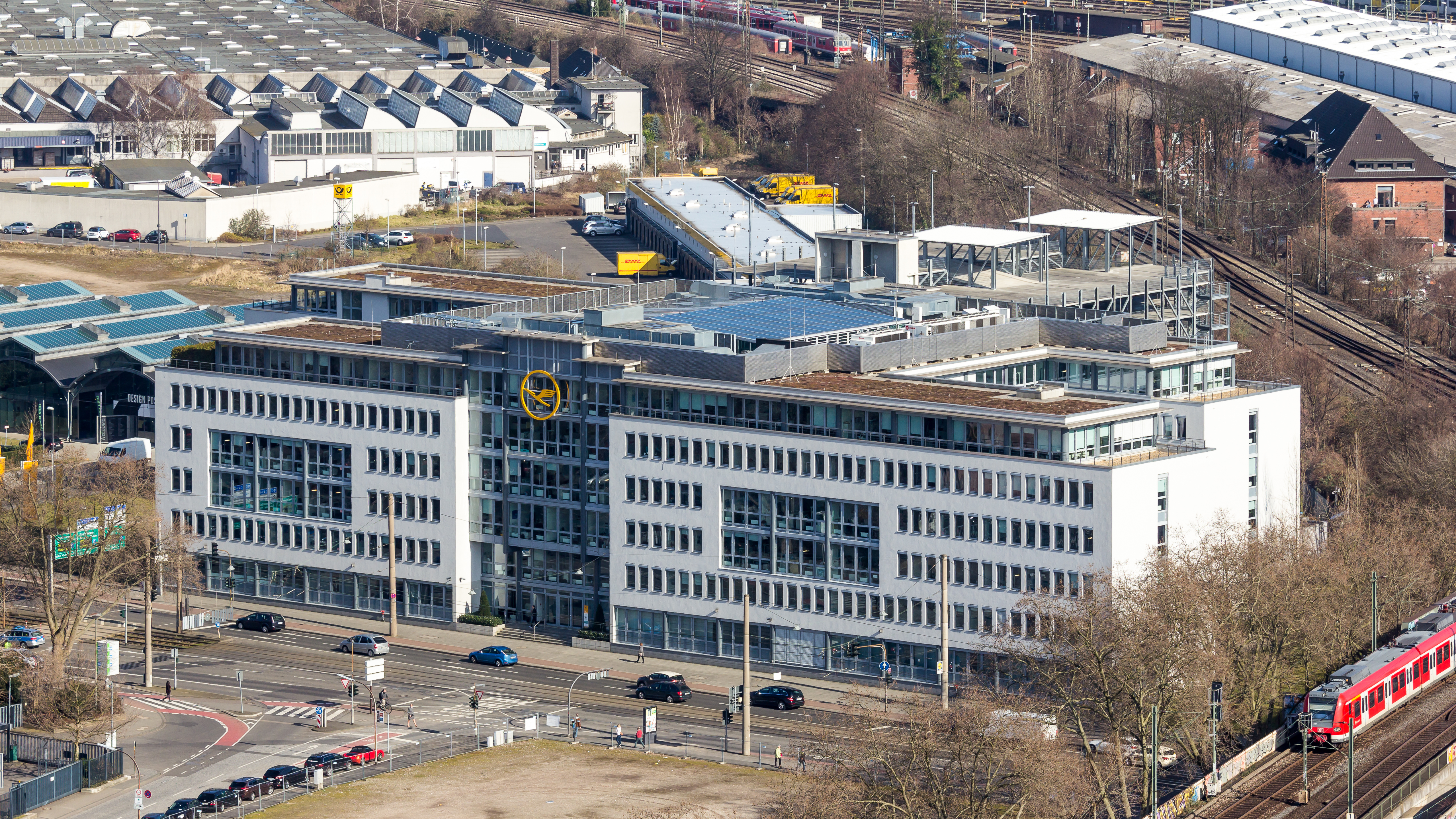
Budynek zarządu Lufthansy w Kolonii

### Działalność w Polsce

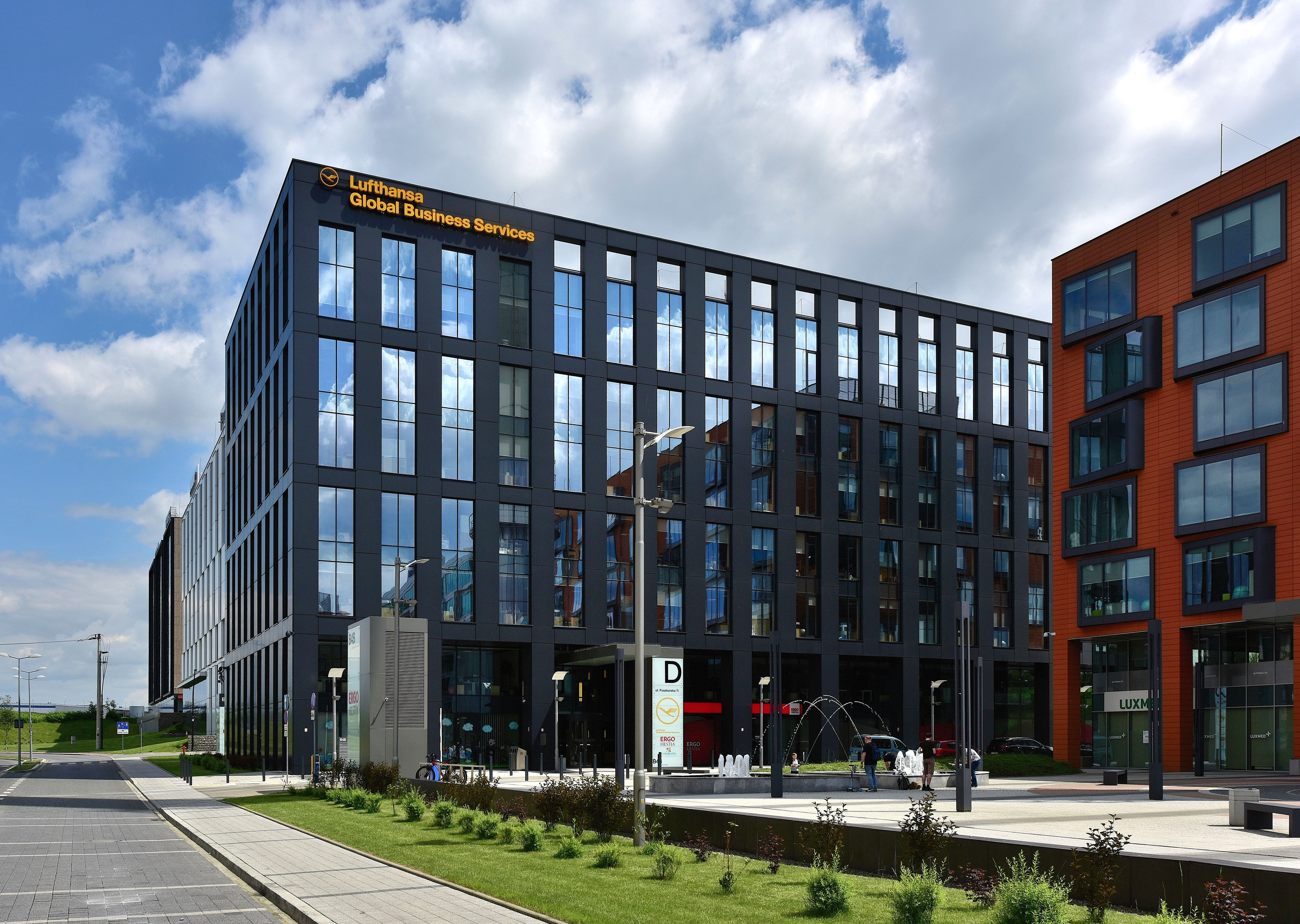
Centrum usług wspólnych Lufthansy w Krakowie

W 1998 powstała spółka Lufthansa Systems Poland w Gdańsku, gdzie świadczone są usługi informatyczne dla sektora lotniczego i logistycznego.
Od 2003 niemiecki przewoźnik posiada centrum usług wspólnych w Krakowie, działające pod nazwą Lufthansa Global Business Services (LGBS).

## Powiązania
Oprócz głównej działalności jako przewoźnik pasażerski, czy towarowy Lufthansa prowadzi działalność w dziedzinach pokrewnych:
- Lufthansa Systems(inne języki) – dostawca rozwiązań informatycznych dla lotnictwa
- Lufthansa Aviation Training – usługi szkoleniowe dla załóg
- Delvag – lotnicze ubezpieczenia transportowe
- LSG Sky Chefs(inne języki) – największy na świecie dostawca posiłków dla linii lotniczych

### Lufthansa Group
Według stanu na sierpień 2025 grupa dysponowała flotą 956 samolotów o średnim wieku 13,3 lat.
Linie lotnicze wchodzące w skład holdingu Lufthansa:
- AeroLogic – niemiecka linia lotnicza cargo posiadane na zasadach joint venture przez Lufthansa Cargo oraz DHL, 26 samolotów
- Air Dolomiti – włoska regionalna linia lotnicza, 26 samolotów
- Austrian Airlines – największa austriacka linia lotnicza, 68 samolotów
- Brussels Airlines – największa belgijska linia lotnicza, 46 samolotów
- Discover Airlines – niemiecka wakacyjna linia lotnicza, 30 samolotów
- Edelweiss Air – szwajcarska wakacyjna linia lotnicza, 21 samolotów
- Eurowings – niemiecka tania linia lotnicza, 94 samoloty
- Eurowings Europe – tania linia lotnicza zarejestrowana na Malcie, 29 samolotów
- ITA Airways – największa włoska linia lotnicza, 100 samolotów
- Lufthansa – największa niemiecka linia lotnicza, 283 samoloty
- Lufthansa Cargo – niemiecka linia lotnicza cargo, 16 samolotów
- Lufthansa City Airlines – niemiecka regionalna linia lotnicza, 11 samolotów
- Lufthansa CityLine – niemiecka regionalna linia lotnicza, 40 samolotów
- Lufthansa Technik(inne języki) – służby techniczne, 1 samolot
- SunExpress – niemiecko-turecka linia lotnicza kontrolowana przez Lufthansę oraz Turkish Airlines, 87 samolotów
- Swiss – największa szwajcarska linia lotnicza, 94 samoloty

## Kierunki lotów
W 2025 Lufthansa realizowała regularne połączenia do 197 portów lotniczych w 71 krajach na całym świecie. Ze swojego głównego hubu we Frankfurcie latała do 161 portów lotniczych, zaś z Monachium do 137.
W Polsce w tym czasie linia obecna była na lotniskach w Warszawie, Krakowie, Gdańsku, Poznaniu, Wrocławiu, Katowicach, Rzeszowie i Bydgoszczy.

## Linie partnerskie
Lufthansa oferuje pasażerom połączenia lotnicze w formule codeshare z poniższymi liniami lotniczymi:
| - Aegean Airlines* - Air Astana - airBaltic - Air Canada* - Air China* - Air Dolomiti - Air India* - Airlink - Air New Zealand* - ANA* | - Asiana Airlines* - Austrian Airlines* - Avianca* - Bangkok Airways - Brussels Airlines* - Cathay Pacific - Copa Airlines* - Croatia Airlines* - Discover Airlines - EgyptAir* | - Ethiopian Airlines* - Etihad Airways - Eurowings - Iran Air - KM Malta Airlines - LATAM Airlines - LOT* - Luxair - Shenzhen Airlines - Singapore Airlines* | - South African Airways* - SunExpress - SWISS* - TAP Portugal* - Thai Airways International* - Turkish Airlines* - United Airlines* - Widerøe |

* Linie, które są członkiem Star Alliance

## Flota
Według stanu na sierpień 2025 flota Lufthansy składała się z 283 samolotów pasażerskich o średnim wieku 14,7 lat:
| Samolot          | Samolot | Samolot   | Liczba miejsc | Liczba miejsc | Liczba miejsc | Liczba miejsc | Liczba miejsc | Uwagi                                     |
| Model            | Aktywne | Zamówione | F             | B             | P             | E             | Łącznie       | Uwagi                                     |
| ---------------- | ------- | --------- | ------------- | ------------- | ------------- | ------------- | ------------- | ----------------------------------------- |
| Airbus A319-100  | 35      | –         | –             | –             | –             | 138           | 138           | Elastyczna konfiguracja miejsc klas B i E |
| Airbus A320-200  | 46      | –         | –             | –             | –             | 168           | 168           | Elastyczna konfiguracja miejsc klas B i E |
| Airbus A320neo   | 31      | 37        | –             | –             | –             | 180           | 180           | Elastyczna konfiguracja miejsc klas B i E |
| Airbus A321-100  | 17      | –         | –             | –             | –             | 200           | 200           | Elastyczna konfiguracja miejsc klas B i E |
| Airbus A321-200  | 37      | –         | –             | –             | –             | 200           | 200           | Elastyczna konfiguracja miejsc klas B i E |
| Airbus A321neo   | 17      | 22        | –             | –             | –             | 215           | 215           | Elastyczna konfiguracja miejsc klas B i E |
| Airbus A330-300  | 7       | –         | –             | 42            | 28            | 185           | 255           | Planowane wycofanie do 2028               |
| Airbus A340-300  | 16      | –         | –             | 30            | 28            | 221           | 279           | Planowane wycofanie do 2028               |
| Airbus A340-600  | 6       | –         | 8             | 56            | 28            | 189           | 281           | Planowane wycofanie do 2028               |
| Airbus A350-900  | 10      | 24        | 4             | 38            | 24            | 201           | 267           | Konfiguracja Allegris wprowadzana od 2024 |
| Airbus A350-900  | 21      | –         | –             | 48            | 21            | 224           | 293           |                                           |
| Airbus A350-900  | 21      | –         | –             | 30            | 26            | 262           | 318           |                                           |
| Airbus A350-1000 | –       | 15        | –             | –             | –             | –             | –             | Planowane dostarczenie od 2026            |
| Airbus A380-800  | 8       | –         | 8             | 78            | 52            | 371           | 509           | Planowane wycofanie do 2030               |
| Boeing 747-400   | 8       | –         | –             | 67            | 32            | 272           | 371           | Planowane wycofanie do 2028               |
| Boeing 747-8     | 19      | –         | 8             | 80            | 32            | 244           | 364           |                                           |
| Boeing 777-9     | –       | 20        | –             | –             | –             | –             | –             | Planowane dostarczenie od 2026            |
| Boeing 787-9     | –       | 34        | –             | 28            | 28            | 231           | 287           | Planowane dostarczenie z Allegris od 2025 |
| Boeing 787-9     | 5       | –         | –             | 26            | 21            | 247           | 294           |                                           |
| Łącznie          | 283     | 152       |               |               |               |               |               |                                           |